# Canon T80
Le Canon T80 est un appareil photographique reflex mono-objectif argentique produisant des clichés 24 × 36 mm sur des cartouches 135 et s’adressant aux photographes amateurs, commercialisé entre 1985 et 1986. C'est le premier reflex Canon conçu pour l'autofocus. Il utilise une nouvelle monture nommée Canon AC.

## Histoire
Un objectif autofocus en monture FD indépendant du boitier le  FD 35–70 mm f/4 AF avait auparavant été commercialisé par Canon sans grand succès. Le T80 représente une évolution de ce concept où l'alimentation électrique de l'autofocus est déplacée dans le boitier, ce qui a imposé d'ajouter des contacts électriques qui transforment le classique FD en une nouvelle monture AC.
L'autofocus n'était pas vraiment au point. Il était lent et hésitant et, circonstance aggravante, très en retrait de celui du Minolta 7000. Après une seule année de production il sera abandonné et remplacé par l'EOS 650 premier appareil de la gamme Canon EOS.

## Caractéristiques
Le T80 appartient à la série "T" intermédiaire entre les appareils de la série "A" et les EOS. Le plastique a remplacé le métal pour le boitier mais le design conserve les facettes de la série A (sauf pour le T90 dessiné par Luigi Collani qui préfigure l'aspect des EOS et le T60 qui était un Cosina).
Il est muni de plusieurs programmes adaptant la réponse de l'automatisme au genre de scène à photographier.
1. Standard : programme "passe-partout" privilégiant un peu l'accroissement de vitesse.
2. Stop action : vitesse très rapide pour figer le mouvement mais ouverture maximum limitée à 1/2 (assez étrange dans la mesure où l'objectif standard vendu avec l'appareil, le zoom 35-70 AF, n'ouvre qu'à 1/3.5).
3. Grande profondeur de champ : ouverture entre 1/8 et 1/11.
4. Faible profondeur de champ : même paramètres que le "stop action".
5. Fond filé : vitesse choisie par le photographe entre 1/15 et 1/125s. Réglage par défaut sur 1/30s.

L'indication du programme choisi se fait par des icônes sur l'écran LCD. Il n'y a pas de possibilité de réglage manuel. L'appareil ne comporte pas non plus la possibilité de lire les codes DX des films.
L'autofocus est une amélioration du système d’assistance à la mise au point proposée sur le AL-F QF de 1982, mais la performance n'est pas au rendez-vous et le test paru dans le Chasseur d'images n°71 d'avril 1985 le trouve très inférieur à l'autofocus du Minolta 7000AF sorti peu avant.

## Les principaux accessoires
- Objectifs de monture AC. La gamme comprenait un 50 mm, un zoom 35-70 et un zoom 75-200[2]. Au même moment, il existait douze objectifs Minolta Autofocus pour le 7000AF qui, lui, aura une descendance[5].
- Flash Speedlite 244-T ou 277-T.